# Kính thiên văn Schmidt

Đường dẫn tia quang học bên trong máy ảnh Schmidt.

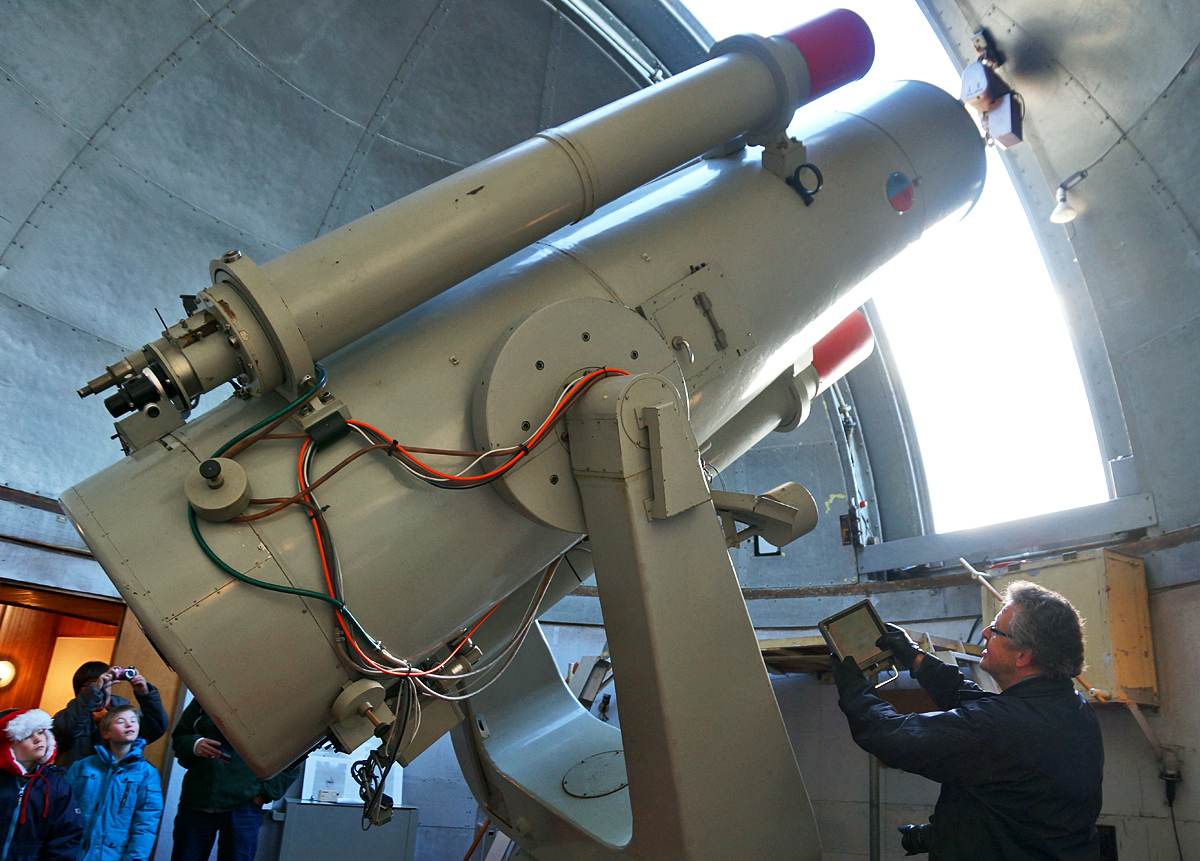
Kính viễn vọng Schmidt 77 cm từ năm 1966 tại Đài thiên văn Brorfelde ban đầu được trang bị phim, và một kỹ sư đang ở đây xem hộp phim, sau đó được đặt phía sau tủ khóa ở trung tâm của kính viễn vọng (tại tiêu điểm chính của kính viễn vọng)

Một máy ảnh Schmidt, cũng được gọi là kính thiên văn Schmidt, là một kính viễn vọng được thiết kế để cung cấp rộng lĩnh vực xem với giới hạn quang sai. Thiết kế được Bernhard Schmidt phát minh vào năm 1930.
Một số ví dụ đáng chú ý là kính thiên văn Samuel Oschin (trước đây là Palomar Schmidt), Kính thiên văn Schmidt của Anh và ESO Schmidt; những kính viễn vọng này cung cấp nguồn chính của hình ảnh chụp ảnh bầu trời từ năm 1950 đến năm 2000, khi các máy dò điện tử tiếp quản việc này. Một ví dụ gần đây là công cụ tìm hành tinh ngoài Trái Đất của kính viễn vọng không gian Kepler.
Các thiết kế liên quan khác là Máy ảnh Wright và kính viễn vọng Lurie-Houghton.

## Phát minh và thiết kế
Kính thiên văn Schmidt được phát minh bởi chuyên gia quang học người Đức gốc Estonia Bernhard Schmidt vào năm 1930. Các thành phần quang học của nó là một gương chính hình cầu dễ chế tạo, và một thấu kính hiệu chỉnh hình cầu, được gọi là tấm chỉnh sửa Schmidt, nằm ở tâm cong của gương chính. Bộ phim hoặc máy dò khác được đặt bên trong máy ảnh, ở tiêu điểm chính. Thiết kế được ghi nhận cho phép tỷ lệ tiêu cự rất nhanh, đồng thời kiểm soát coma và loạn thị.
Kính thiên văn Schmidt có các mặt phẳng tiêu cự cong rất mạnh, do đó yêu cầu phim, tấm hoặc máy dò khác phải cong tương ứng. Trong một số trường hợp, máy dò được làm cong; trong các phương tiện khác, phương tiện phẳng được tuân thủ một cách cơ học với hình dạng của mặt phẳng tiêu điểm thông qua việc sử dụng các kẹp hoặc bu lông giữ lại, hoặc bằng cách sử dụng chân không. Đôi khi, một thiết bị làm mỏng trường, ở dạng đơn giản nhất của nó, một thấu kính phẳng hai mặt trước tấm phim hoặc máy dò, đôi khi được sử dụng. Vì tấm chỉnh lưu nằm ở trung tâm độ cong của gương chính trong thiết kế này, chiều dài ống có thể rất dài đối với kính viễn vọng trường rộng. Ngoài ra còn có những hạn chế của việc cản trở bộ giữ phim hoặc máy dò được đặt ở tiêu điểm giữa cụm ống, một lượng ánh sáng nhỏ bị chặn và có sự mất tương phản trong ảnh do hiệu ứng nhiễu xạ của vật cản cấu trúc hỗ trợ của nó.

## Ứng dụng

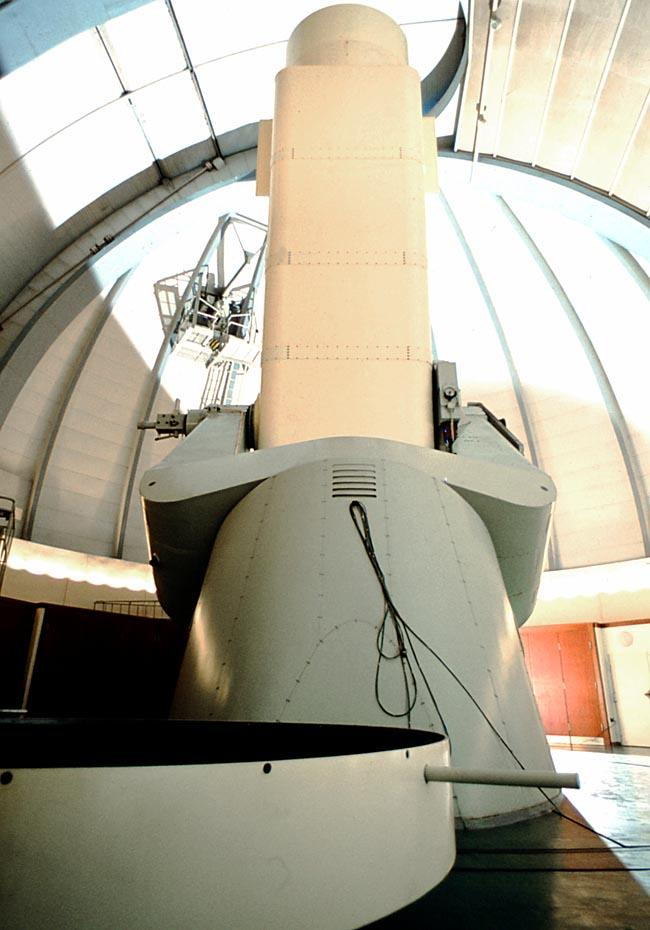
Kính viễn vọng Alfred-Jenschđường kính 2 mét tại Đài thiên văn Karl Schwarzschild ở Tautenburg, Thuringia, Đức là kính thiên văn Schmidt lớn nhất thế giới.

Do phạm vi quan sát rộng của nó, máy ảnh Schmidt thường được sử dụng làm công cụ khảo sát, cho các chương trình nghiên cứu trong đó một lượng lớn bầu trời phải được che phủ. Chúng bao gồm khảo sát thiên văn, tìm kiếm sao chổi và tiểu hành tinh, và tuần tra tân tinh.
Ngoài ra, máy ảnh và thiết kế phái sinh của Schmidt thường được sử dụng để theo dõi các vệ tinh Trái Đất nhân tạo.